# Велна (деревня)
Ве́лна (эст. Velna), на языке сету — Ве́лня (эст. Velnä) — деревня в волости Сетомаа уезда Вырумаа, Эстония. Исторически относится к нулку Тсятски. 
До административной реформы местных самоуправлений Эстонии 2017 года деревня входила в состав волости Вярска уезда Пылвамаа.

## География и описание
Расположена на границе Эстонии и России. Расстояние до уездного центра — города Выру — 40 километров, до волостного центра — посёлка Вярска — 4,5 километра. Высота над уровнем моря — 31 метр.
Через деревню проходит улица Вярска—Подмоца (Värska–Podmotsa tee). На краю дороги, в середине деревни расположено озеро Саарыпяэ, возле которого раньше стояла часовня сету (на языке сету — цяссон) Саарепяэ (эст. Saarepää).
Больша́я часть территории Велна расположена на болоте. На северо-востоке от деревни находится залив Кулье (в России — река Кулейская).
Климат переходный от морского к континентальному. Официальный язык — эстонский. Почтовый индекс — 64030.

## Население
По данным переписи населения 2021 года, в Велна насчитывалось 22 жителя, все — эстонцы.
По данным переписи населения 2011 года, в деревне проживали 19 человек, из них 18 (94,7 %) — эстонцы (сету в перечне национальностей выделены не были).
Численность населения деревни Велна по данным переписей населения СССР и Департамента статистики Эстонии:
| Год  | 1959 | 1970 | 1979 | 1989 | 2000 | 2011 | 2017 | 2018 | 2019 | 2020 | 2021 |
| ---- | ---- | ---- | ---- | ---- | ---- | ---- | ---- | ---- | ---- | ---- | ---- |
| Чел. | 71   | ↘ 50 | ↗ 61 | ↘ 42 | ↘ 36 | ↘ 19 | ↗ 28 | ↗ 32 | ↘ 27 | ↗ 28 | ↘ 22 |

## История
В письменных источниках 1563 года упоминается Васильево Невели на Марковъ островъ (деревня), 1652 года — Невелина, прим. 1790 года — Василева, 1882 года — Невелино, 1886 года — Welnä, Нaвелино, 1904 года — Velnä, Невелино́, 1922 года — Vellna, 1928 года — Velna, 1937 года — Veelna. В источниках 1920—1930-х годов также использовались названия Ве́элна, Ве́ллна, Ве́лизе, Вя́лья (эст. Veelna, Vellna, Velise, Välja).
На военно-топографических картах Российской империи (1846–1867 годы), в состав которой входила Лифляндская губерния, деревня обозначена как Велени.
В XVII веке деревня принадлежала Кулейскому приказу Печерского монастыря, в XIX веке входила в состав Кулейской общины и относилась к Кулейскому приходу.
С деревней Велна в 1977 году, во время кампании по укрупнению деревень, была объединена деревня Саарыпяэ (эст. Saarõpää, Saarepea) (в Российской империи она называлась Воронко́во, в 1855–1859 годах — Воронова; в 1920 году — Саарекюла (эст. Saareküla)).

## Памятники культуры
На территории деревни Велна находятся два могильных кургана, которые внесены в Государственный регистр памятников культуры Эстонии. В соседней деревне Подмоца находятся шесть могильных курганов, охраняемых государством.

## Происхождение топонима
Происхождение топонима Велна неясно. Русские языковеды видят в этом топониме прибалтийско-финское происхождение. Эстонский лингвист Лембит Ваба (Lembit Vaba) подчёркивает, что в России и Белоруссии распространены названия поселений и водоёмов Велье, Велья, Вельица, Ве́лле (в старославянском языке вєлии, в русском — велий («большой», «огромный»)) как топонимы кривичского происхождения. Русская фамилия Велин довольно редкая, чаще встречается, например, Неволин. Найденный в письменных источниках топоним Невелино остаётся без объяснений (архаичное «невелино» (не позволено) к делу не относится).

## Комментарии
1. ↑  Эстонские топонимы, оканчивающиеся на -а, не склоняются и не имеют женского рода (исключение — Нарва)[8].